# Triaspis vestiticida
Triaspis vestiticida är en stekelart som beskrevs av Henry Lorenz Viereck 1912. Triaspis vestiticida ingår i släktet Triaspis och familjen bracksteklar. Utöver nominatformen finns också underarten T. v. minutissima.